# Vallások országok szerinti listája
A vallások országok szerinti listája az ismertebb vallásokat sorolja dominancia szerint az országok lakosságának százalékában.

## Nagy világvallások

### Keresztény
A kereszténység követői a következő országokban vannak a legnagyobb arányban jelen:

A keresztények aránya a lakosság százalékában (2011)

a lakosság több mint 90 százalékában:
1. Vatikán 100% (100% római katolikus)
2. Pitcairn-szigetek 100% (100% adventista)[2]
3. Szamoa 98-99% (többsége protestáns)[3]
4. Amerikai Szamoa 98,3% (főleg protestáns)[4]
5. Venezuela 98%[5] (71% római katolikus)
6. Románia 98%[6] (főleg román ortodox)
7. Görögország 98% [7] (95% görög ortodox)
8. Kelet-Timor 94–99% (főleg római katolikus) [8][9][10]
9. Marshall-szigetek 97,2% (főleg protestáns)[11]
10. Tonga 97,2% (főleg protestáns)[12]
11. San Marino 97%[13] (~97% római katolikus)
12. Paraguay 96,9%[14] (főleg római katolikus)
13. Peru 96,5%[15] (főleg római katolikus)
14. El Salvador 96,4% (főleg római katolikus)[16]
15. Kiribati 96% (főleg protestáns)[17]
16. Mikronézia ~96% (főleg protestáns)[18]
17. Kongói Demokratikus Köztársaság 95,7%[19] (jelentős részük afrikai int. keresztény)
18. Barbados 95,1% (főleg protestáns)[20]
19. Pápua Új-Guinea 94,8–96% (főleg protestáns)[21][22]
20. Örményország 93,5–98%[23][24] (főleg örmény ortodox)
21. Zambia 95,5% [25]
22. Feröer 95,4%	 [26]
23. Moldova 95,3% [27]
24. Bahama-szigetek 95% [28]
25. Málta 91,6–98% [29][30] (főleg római katolikus)
26. Seychelle-szigetek 94,7%
27. Falkland-szigetek 94,3%
28. Ecuador 94,0%
29. Ruanda 93,6%
30. Mexikó 92,4%  [31]
31. Kolumbia 92% [32]
32. Panama 92,0%
33. Lengyelország 90–94%	(főleg római katolikus)
34. San Marino 91,6%
35. Szerbia 91,0% [33] (főleg ortodox)
36. Kongói Köztársaság	90,7%
37. Anguilla	90,5%
38. Horvátország 90,1%  [34]

### Iszlám
Az iszlám hívei a következő országokban van a legnagyobb arányban jelen: (a zárójelben levő szám a vendég- és külföldi munkások kivételével):

A muszlimok aránya a lakosság százalékában (2014)

1. Maldív-szigetek 100% (főleg szunnita)[35]
2. Mauritánia 100% (főleg szunnita)[36]
3. Szaúd-Arábia 100% (hivatalosan)[37] (90–95% szunnita, 5–10% síita[37])
4. Szomália 99,8% (főleg szunnita)[38]
5. Törökország 99,8–98,6% (75% szunnita, 25% síita)[39][40]
6. Afganisztán ~99%[41] (főleg szunnita, 20% síita)[42]
7. Jemen 99,1% (99,9%) (53% szunnita, 47% síita[43])
8. Marokkó 98,7% (főleg szunnita)
9. Algéria 98,3%[44] (főleg szunnita)
10. Irán 98% (főleg síita)[45]
11. Tunézia 98% (főleg szunnita)
12. Comore-szigetek 98% (főleg szunnita)[46]
13. Pakisztán 97%[47] (85% szunnita, 15% síita)[48]
14. Szudán 97%[49] (főleg szunnita)
15. Líbia 96,6% (99%)[50] (szunnita)
16. Irak 95% (főleg síita)[51]
17. Kuvait 95% (főleg szunnita)[52]
18. Dzsibuti 94% (főleg szunnita)[53]
19. Niger 93% (főleg szunnita)[54]
20. Azerbajdzsán 91,6%[55] (főleg síita)[56]
21. Banglades 89,4% (szunnita)[57]
22. Egyiptom 89,3% (szunnita)[58]
23. Indonézia 87,18% (99% szunnita)[59]
24. Bahrein 79%[60] (főleg síita)[43]
25. Malajzia 61,30% (főleg szunnita).[61]

Megjegyzés: Szaúd-Arábia nem tünteti fel a más vallásúakat a népszámlálási adataiban. Több konzervatív országban az iszlámról egy másik vallásra való áttérést a hitehagyás bűnének tekintik, amely a halálbüntetés tárgyát képezheti.

### Hindu
A hindu vallásúak a következő országokban vannak a legnagyobb arányban jelen:

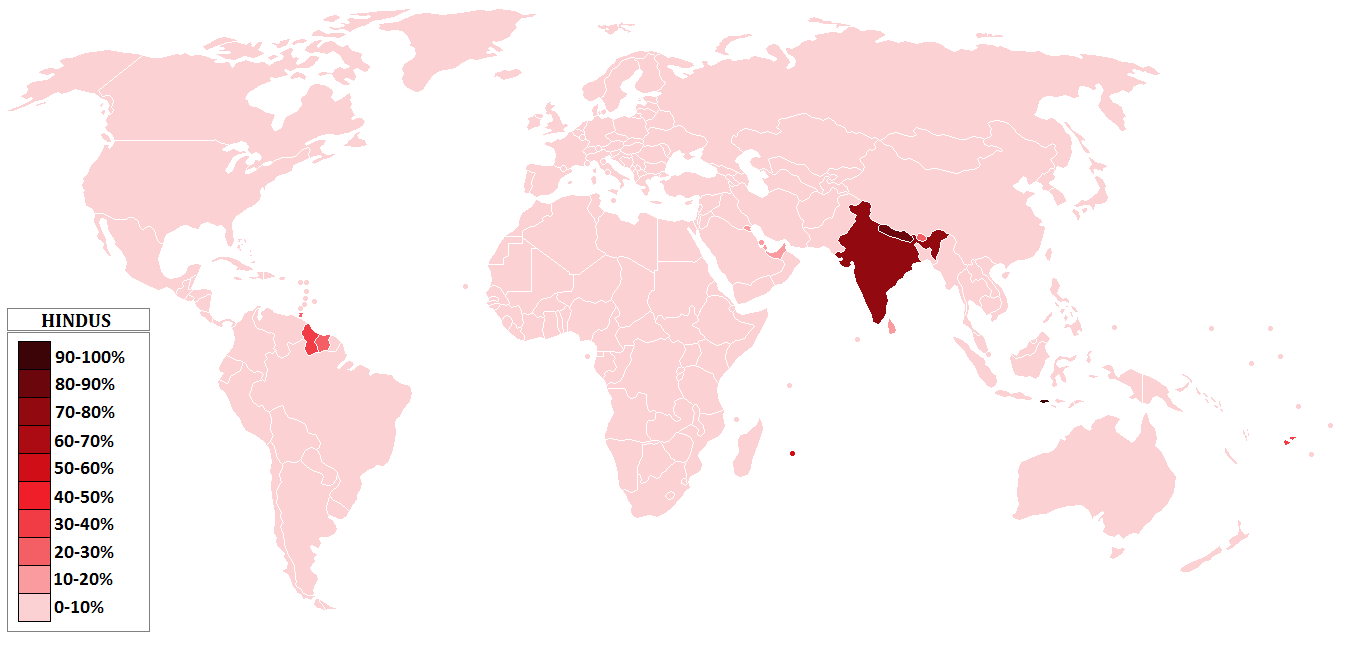
A hinduk aránya a lakosság százalékában (2013)

1. Nepál 81,3%[63]
2. India 79,8%[64]
3. Mauritius 54%[65]
4. Fidzsi-szigetek 33,7%[66]
5. Guyana 28%[67]
6. Bhután 25%[68]
7. Suriname 22,3%[69]
8. Trinidad és Tobago 18,2%[70]
9. Egyesült Arab Emírségek 15%[71]
10. Srí Lanka 12,6%[72]
11. Kuvait 12%[73]
12. Banglades 9,6%[74]
13. Bahrein 8,1%[75]
14. Réunion 6,7%[76]
15. Malajzia 6,3%[77]
16. Szingapúr 5,1%

### Buddhista
A buddhizmus követői a következő országokban vannak a legnagyobb arányban jelen:

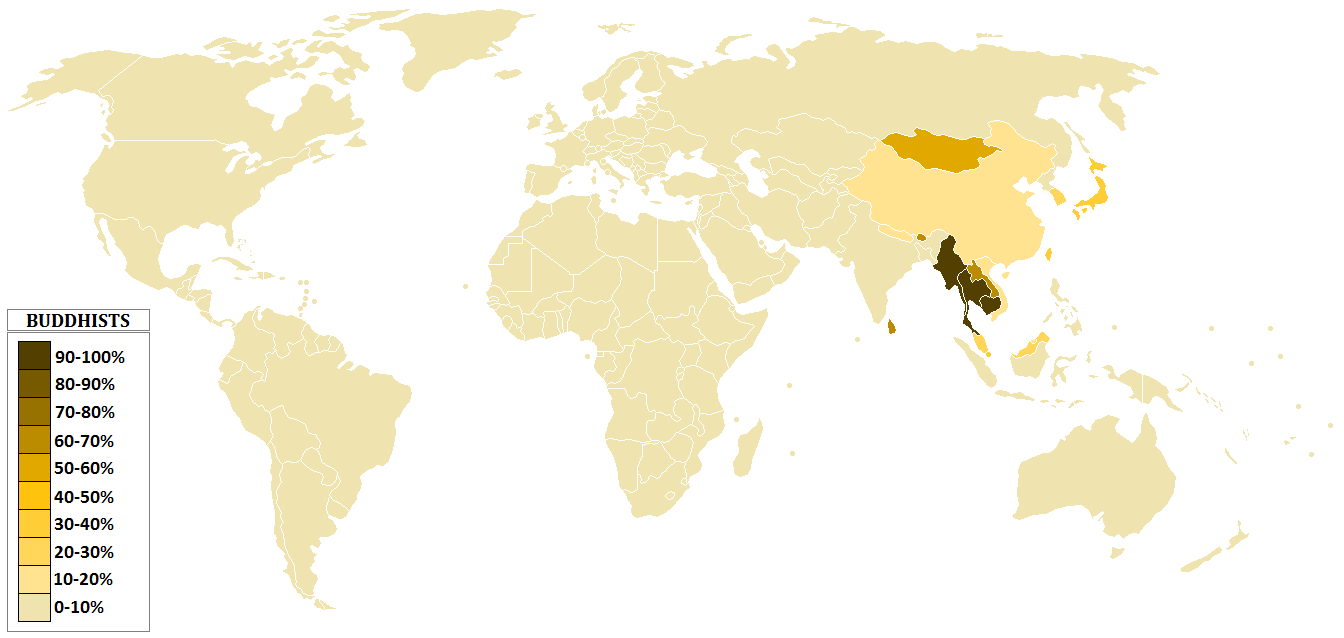
A buddhisták aránya a lakosság százalékában (2010)

- Kambodzsa 96,9%
- Thaiföld 93,2%
- Mianmar  80,1%
- Bhután  74,70%
- Srí Lanka 69,3%
- Laosz 66,0%
- Mongólia 55,1%
- Japán 36,2%
- Tajvan 35,1%
- Szingapúr 33,2%
- Dél-Korea 22,9%
- Malajzia 19,8%
- Kína 18,2%
- Makaó 17,3%
- Vietnam 16,4%
- Hongkong 13,2%
- Nepál 10,3%

### Kínai vallású
A kínai vallások követői a következő országokban vannak a legnagyobb arányban jelen:
1. Tajvan 33–80%[79]
2. Kína 30%[80]
3. Hongkong 28%[81]
4. Makaó 13,9%[82]
5. Szingapúr 8,5%[83]
6. Malajzia 2,6%[84]
7. Dél-Korea 0,2–1%[85]

## Kisebb világvallások

### Judaizmus

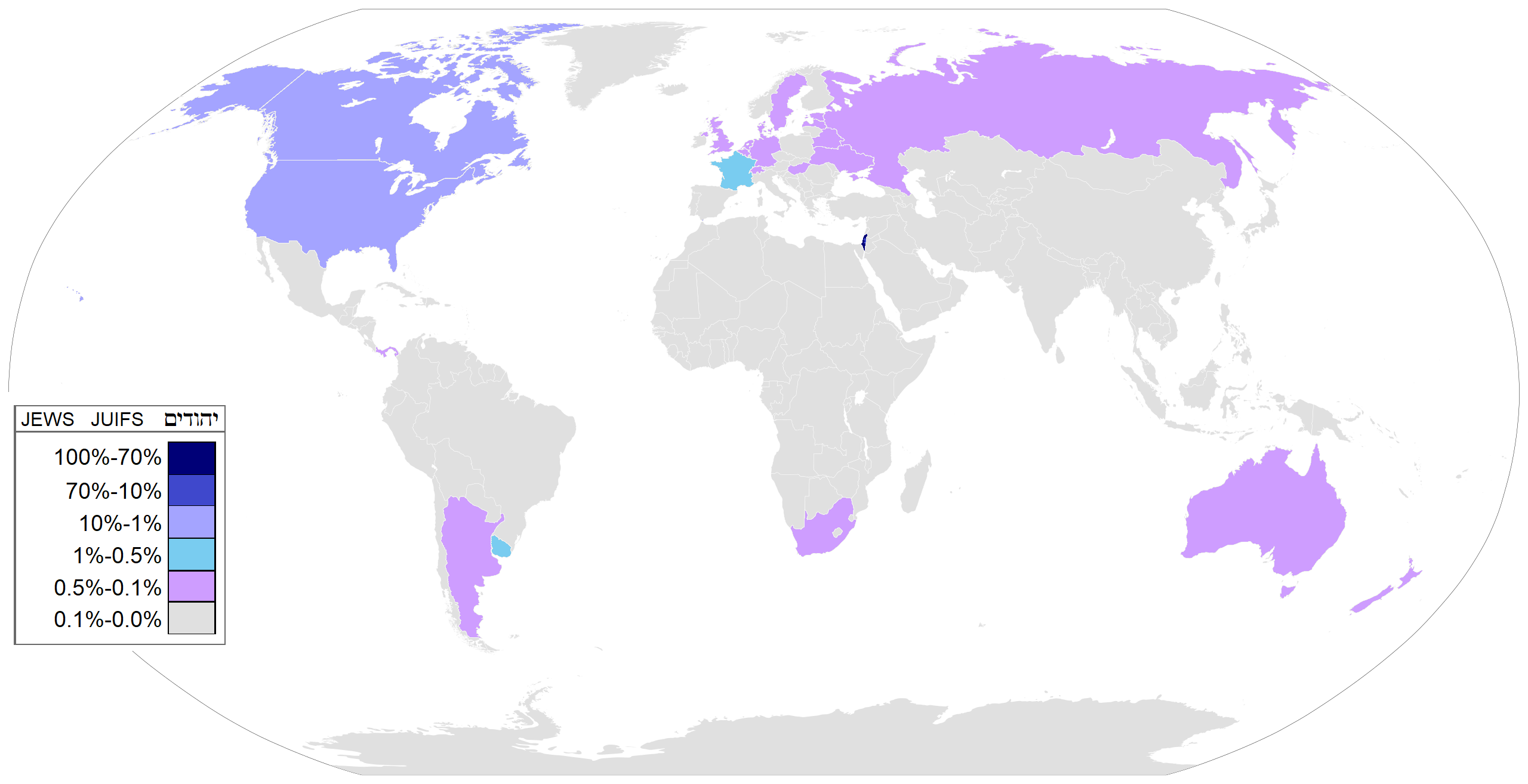
Zsidó vallásúak a lakosság százalékában (2016)

A zsidó vallásúak a következő országokban vannak a legnagyobb arányban jelen:
1. Izrael 74,86%[86]
2. Gibraltár 2,0%[86]
3. USA 1,77%[86]
4. Kanada 1,08%[86]
5. Franciaország 0,71%[86]
6. Uruguay 0,5%[86]
7. Magyarország 0,48%[86]
8. Ausztrália 0,47%[86]
9. Egyesült Királyság 0,44%[86]
10. Argentína 0,42%[86]
11. Amerikai Virgin-szigetek 0,36%[86]
12. Belgium 0,26%[86]
13. Panama 0,25%[86]
14. Lettország 0,25%[86]
15. Svájc 0,22%[86]

### Dzsain
A dzsain vallásúak a következő országokban vannak a legnagyobb arányban jelen:
1. India 0,3%
2. Suriname 0,3%
3. Fidzsi-szigetek 0,2%
4. Kenya 0,2%
5. Nepál 0,1%

### Szikh
A szikhizmus követői a következő országokban vannak a legnagyobb arányban jelen:
1. India 1,9%
2. Egyesült Királyság 1,2%[87][88]
3. Kanada 0,9%[89]
4. Malajzia 0,5%[90]

A szikhizmus szülőhelye a Pandzsáb, ahol a lakosság mintegy 61%-a ma is e vallás híve. A szikhek más országokba történő elvándorlásával a világ más részein is megjelent a szikhizmus.

### Zoroasztriánus
A zoroasztrizmus követői számban a követkő országokban vannak a legnagyobb arányban jelen:
| ország               | számban (2012)    |
| -------------------- | ----------------- |
| India                | 61 000            |
| Irán                 | 15 000-25 000     |
| Egyesült Államok     | 14 400            |
| Kanada               | 6 440             |
| Egyesült Királyság   | 5 500             |
| Ausztrália           | 2 600             |
| Perzsa-öböl országai | 1 900             |
| Pakisztán            | 1 700             |
| Új-Zéland            | 1 200             |
| Európa & Közép-Ázsia | 1 000             |
| Világ                | 111 700 - 122 000 |

## Egyéb vallások

### Etnikai (bennszülött) vallású
Az etnikai vallások adatai az Egyesült Államok Külügyminisztériumának a 2009. évi jelentéséből származnak (International Religious Freedom Report),
1. Haiti 50%[93]
2. Bissau-Guinea 50%
3. Kamerun 40%
4. Togo 33%[94]
5. Elefántcsontpart 25%
6. Szudán 25%[95]
7. Benin 23%
8. Burundi 20%
9. Burkina Faso 15%
10. Új-Zéland 15%[96]
11. Dél-afrikai Köztársaság 15%[97]
12. Kongói Demokratikus Köztársaság 12%
13. Közép-afrikai Köztársaság 10%
14. Gabon 10%
15. Lesotho 10%
16. Nigéria 10%
17. Sierra Leone 10%[98]
18. Indonézia 9%[99]
19. Kenya 9%
20. Palau 9%[100]
21. Ghána 8,5%
22. Guinea 5%

Megjegyzés: Ezen vallások szinkretikus jellege miatt az adatok nem tükrözik híven a gyakorló személyek tényleges számát.

### Spiritiszta
A spiritizmus hívei a következő országokban vannak a legnagyobb arányban jelen:
1. Kuba 10,3%
2. Jamaica 10,2%
3. Brazília 4,8%
4. Suriname 3,6%
5. Haiti 2,7%
6. Dominikai Köztársaság 2,2%
7. Bahama-szigetek 1,9%
8. Nicaragua 1,5%
9. Trinidad és Tobago 1,4%
10. Guyana 1,3%
11. Venezuela 1,1%
12. Kolumbia 1,0%
13. Belize 1,0%

Megjegyzés: Vegye figyelembe, hogy a számok egyetlen forrásból származnak. Az adatok inkább az egyes országokban a spiritizmus jelenlétének nagyságrendjét mutatják.

## Vallástalan és ateista

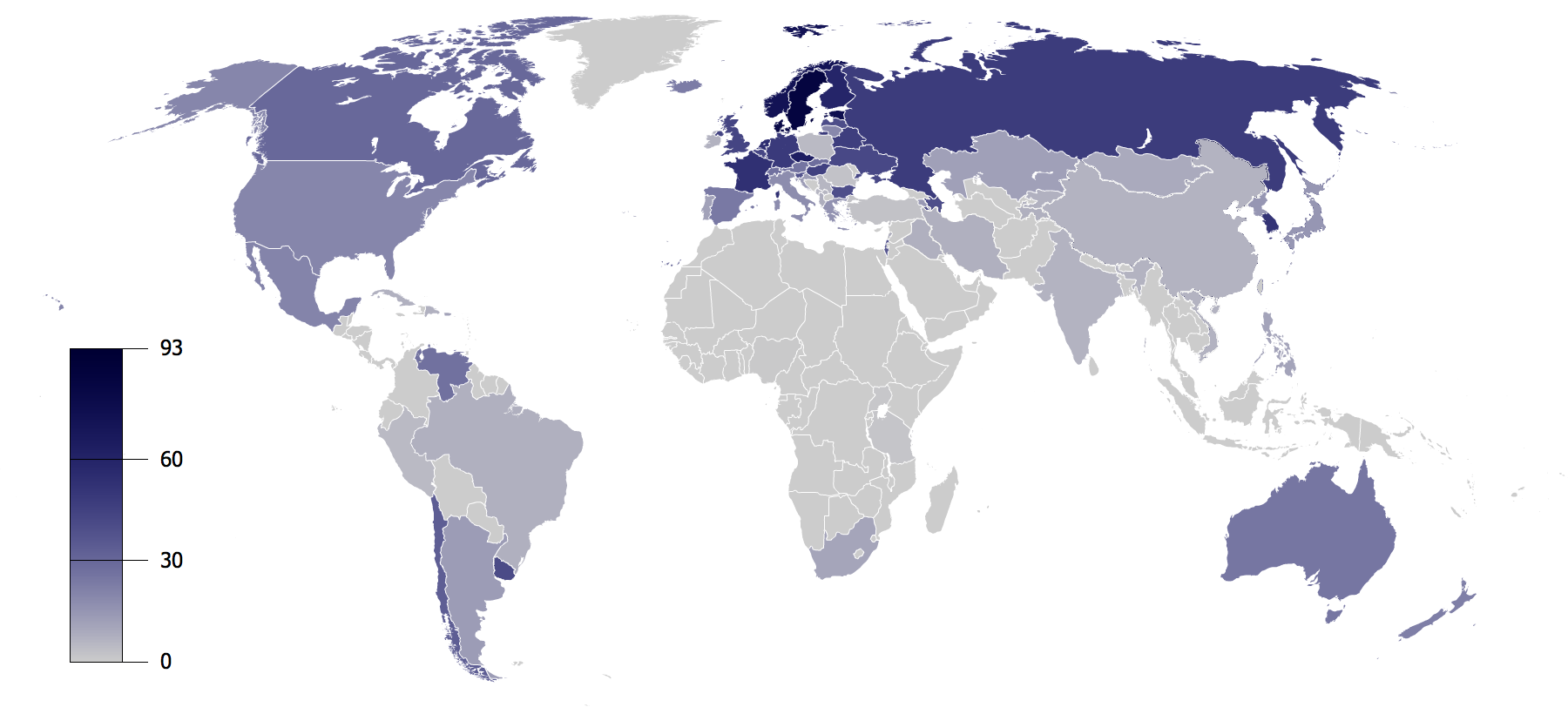
A leginkább vallástalan országok egyre sötétebb színnel (2006)

Országok a legnagyobb vallástalan, illetve ateista népességgel: (A felmérések eltérő eredménnyel születtek meg; zárójelben ezek átlaga)
1. Észtország 71–82% (77%)
2. Csehország 70-81% (76%)
3. Japán 64–88% (76%)[104]
4. Dánia 72%
5. Svédország 46–82% (64%)
6. Vietnám 44–81% (63%)
7. Makaó 62%[82]
8. Hongkong 57%[81]
9. Franciaország 43–64%[105] (54%)
10. Norvégia 31–72% (52%)
11. Kína 47%[106]
12. Hollandia 39–55% (47%)
13. Finnország 28–60% (44%)
14. Új-Zéland 42%[107]
15. Egyesült Királyság 31–52% (42%)[105]
16. Dél-Korea 30–52% (41%)
17. Németország 25[108]–55%[109] (40%)
18. Magyarország 32–46% (39%)
19. Belgium 42–43% (39%)
20. Bulgária 34–40% (37%)
21. Szlovénia 35–38% (37%)
22. Oroszország[110] 13–48% (31%)

Megjegyzés: A vallástalanok közé soroltak az agnosztikusok, ateisták és azok az emberek, akiknek hivatalosan nincs egyik valláshoz sem kötődésük. Ez nem feltétlenül jelenti azt, hogy ezen csoport tagjai nem tartoznak egyik valláshoz sem.